# Nécropole de Castiltierra
La nécropole de Castiltierra (en espagnol : Necrópolis [visigoda] de Castiltierra) est une nécropole wisigothique découverte à Castiltierra (es), près de Fresno de Cantespino, dans la province de Ségovie, en Castille.

## Histoire

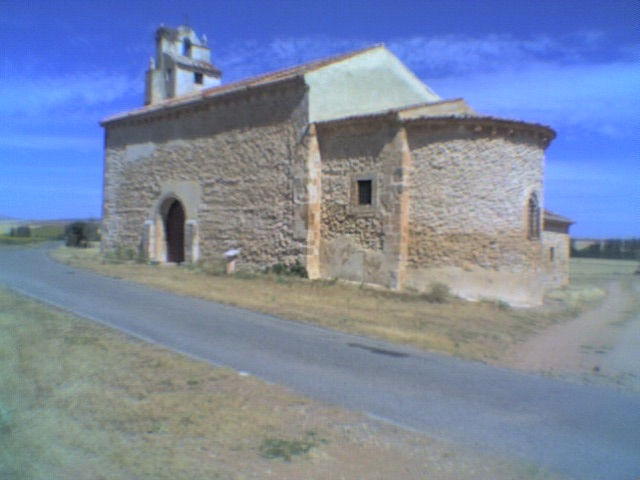
Ermita del Santo Cristo del Corporario.

La nécropole fut découverte dans les années 1920 à proximité de l'Ermita del Santo Cristo del Corporario.
Les premières fouilles, menées dans les années 1930 par les archéologues espagnols Emilio Camps Cazorla (es) et Joaquín María de Navascués (es), ont mis au jour plusieurs centaines de sépultures datant d'une période allant de la seconde moitié du Ve siècle à la première moitié du VIIe siècle. Les tombes contenaient des objets funéraires, principalement des bijoux (boucles d'oreille, colliers, broches, bracelets, bagues, etc.), des plaques-boucles, des fibules, notamment aquiliformes, des couteaux, ainsi que des monnaies romaines dont une à l'effigie de l'empereur Maximin II Daïa (310–313). Certains objets de valeur furent envoyés en Allemagne nazie en 1941. Les squelettes ont généralement la tête placée à l'ouest, les pieds à l'est.
Ces découvertes archéologiques sont notamment conservées au Musée archéologique national de Madrid.
La nécropole de Castiltierra est l'une des plus importantes nécropoles de la période wisigothique (Ve – VIIIe siècles).